# La sagrada família (serie de televisión)
La sagrada familia es una serie de humor creada por Dagoll Dagom, idea original de Anna Rosa Cisquella, Joan Lluís Bozzo i Lluís Arcarazo, dirigida por Joan Lluís Bozzo y producida por TV3 con la colaboración de Calvari 13 y Mediapro.
La serie, de 28 capítulos de 55 minutos cada uno, se estrenó el 18 de enero de 2010 en TV3 y narra las historias de una familia propietaria de una autoescuela. El nombre de la serie proviene del hecho de que la familia vive justo delante del templo de La Sagrada Familia.
- Datos: Q21006312